# Palla (inca)
Palla, nobile signora, è il termine con cui si distingueva in quechua ogni appartenente femminile alla classe degli Inca.
Erano Palla unicamente le donne nate da un'unione tra appartenenti all'élite del Cuzco e soltanto se entrambi i genitori potevano fregiarsi dell'appellativo di Inca e appartenevano ad una delle famiglie nobili dell'impero, dette panaca. 
Pare peraltro che questo titolo spettasse soltanto alle donne maritate e, secondo alcuni autori, soltanto a quelle dotate di prole legittima.